# Związek gmin Brettach/Jagst
Związek gmin Brettach/Jagst – związek gmin (niem. Gemeindeverwaltungsverband) w Niemczech, w kraju związkowym Badenia-Wirtembergia, w rejencji Stuttgart, w regionie Heilbronn-Franken, w powiecie Schwäbisch Hall. Siedziba związku znajduje się w miejscowości Rot am See, przewodniczącym jego jest Siegfried Gröner.
Związek zrzesza jedno miasto i dwie gminy wiejskie:
- Kirchberg an der Jagst, miasto, 4 295 mieszkańców, 40,93 km²
- Rot am See, 5 234 mieszkańców, 74,81 km²
- Wallhausen, 3 591 mieszkańców, 25,47 km²